# قره‌داغ‌لی، آق‌دام (۲)
قره‌داغ‌لی (ترکی آذربایجانی: Karadagly) یک منطقهٔ مسکونی در جمهوری آرتساخ است که در استان کاشاتاق واقع شده‌است.